# Phyllodromia melanocephala
Phyllodromia melanocephala är en tvåvingeart som först beskrevs av Fabricius 1794.  Phyllodromia melanocephala ingår i släktet Phyllodromia och familjen dansflugor. Arten är reproducerande i Sverige. Inga underarter finns listade i Catalogue of Life.